# قصر كمبينسكي بورتوروز
قصر كمبينسكي بورتوروز حتى 2008 كان معروف بفندق القصر، وهو فندق فاخر ذو 5 نجوم يقع في بورتوروز، منطقة في ساحل البحر الأدرياتيكي في جنوب غرب سلوفينيا. وهو الفندق الوحيد الفاخر في سلوفينيا.

## الهندسة المعمارية
يحتوي على قاعة الكريستال في منتصف الفندق 

## التاريخ
الفندق كان مبني منذ 1908 وذلك بتخطيط المهندس المعماري النمساوي يوهان يوستاشيو وقد افتتح في 20 أغسطس 1910 في فترة الامبراطورية النمساوية المجرية في ذلك الوقت كان مكان جذب سياحي. كانت  بورتوروز معاً مع جرادو و أوباتيا مصنفتان من أهم المنتجعات الساحلية في ريفييرا النمساوية. اكتمل بناء الفندق في عام 1912. وفي نهاية 1983 أعلن عن أنه واحد من موقع ترث وطني.
أغلق الفندق في خريف 1990. في الألفينيات، المالك السلوفيني وقع عقداً مع الشركة الألمانية سلسلة فنادق كمبنسكي لتشغيل وإدارة هذا الفندق ل20 سنة على الأقل.  وعندما تم تجديد الفندق، تم ابقاء الواجهة لأسباب تراثية، وكل شئ اخر تم تحطيمه. الترميم جاء من قبل شركة الهندسة المعمارية  API ARHITEKTI وقد كلفت 70 مليون يورو. وتمت إعادة فتح الفندق في 18 أكتوبر 2008

## زوار مشهورين
ومن بين هؤلاء الزوار المشهورين للفندق كانوا: 
- جوزيف بروز تيتو
- يول براينر
- مارسيلو ماستروياني
- ميكيس ثيودوراكيس
- أورسن ويلز
- أدريانو تشيلنتانو، مينا (مغنية)، باتي برافو، و أورنيلا فانوني.

## روابط خارجية
- Kempinski الصفحة الرسمية لموقع قصر كمبينسكي بورتوروز

Coordinates: 45°30′52.89″N 13°35′31.04″E / 45.5146917°N 13.5919556°E
‌